# Epiphyllum hookeri
Epiphyllum hookeri là một loài thực vật có hoa trong họ Cactaceae. Loài này được Haw mô tả khoa học lần đầu tiên vào năm 1829.

## Hình ảnh

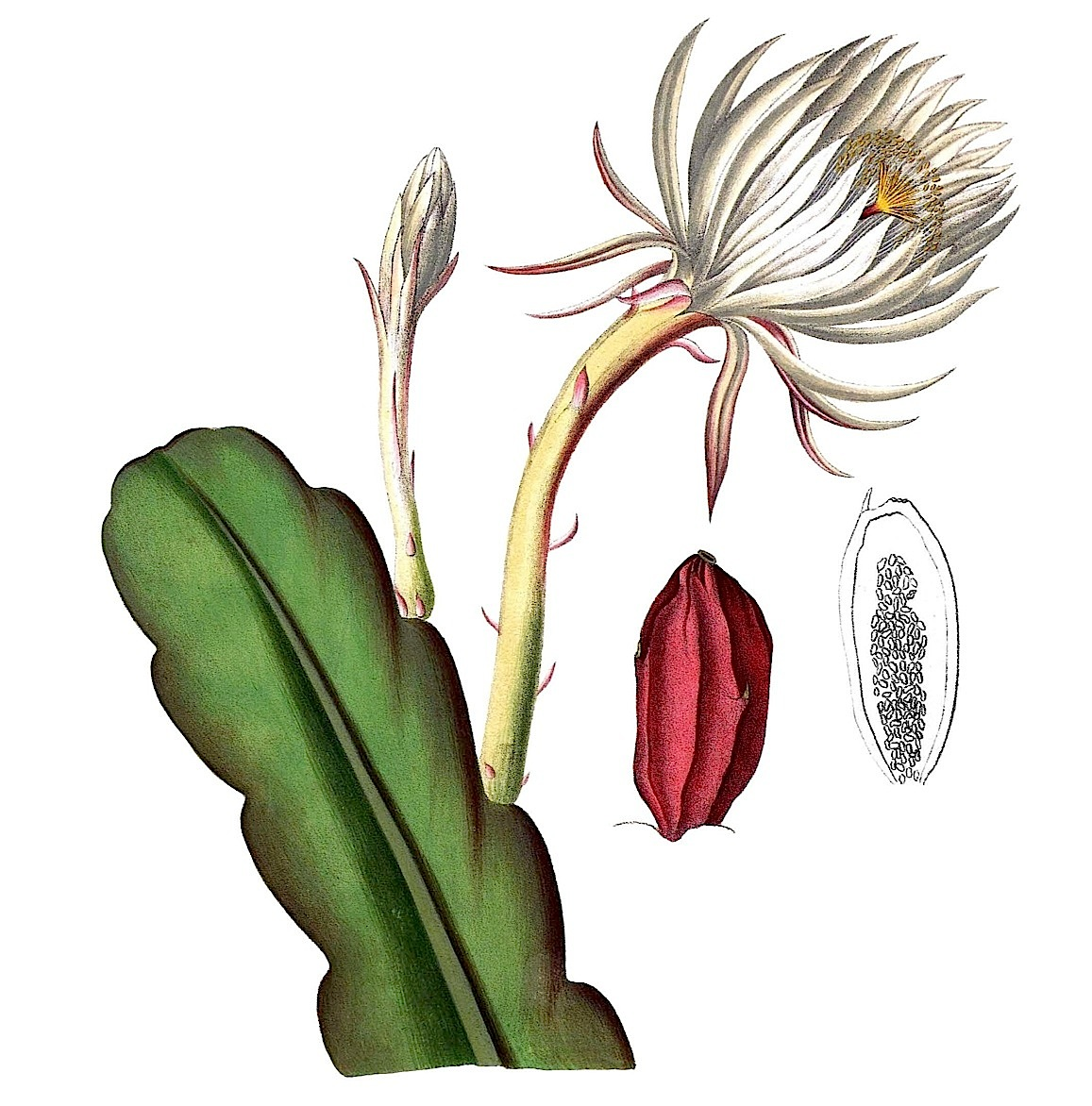